# Ahmed Walid Chouih
Ahmed Walid Chouih (sinh ngày 10 tháng 2 năm 1982) là một cầu thủ bóng đá người Algérie hiện tại thi đấu ở vị trí thủ môn cho MO Constantine ở Giải bóng đá hạng nhì quốc gia Algérie.

## Sự nghiệp câu lạc bộ
Originally ký hợp đồng với vai trò dự bị cho thủ môn chính Mohamed Amine Zemmamouche, anh có 19 trận ra sân trong tổng số 24 để thay thế cho Zemmamouche bị chấn thương.